# Miloslav Druckmüller
Miloslav Druckmüller (* 24. září 1954 Brno) je český matematik, vedoucí Odboru počítačové grafiky a geometrie Ústavu matematiky Fakulty strojního inženýrství Vysokého učení technického v Brně. Věnuje se matematickému zpracování digitálních fotografií a proslul zejména fotografiemi sluneční koróny při úplných zatměních Slunce, které sám pořizuje speciální technikou během astrofotografických expedicí.

## Život a dílo
Narodil se roku 1954 v Brně. V roce 1978 absolvoval obor odborná matematika na Přírodovědecké fakultě Masarykovy univerzity, kde o rok později získal titul doktora přírodních věd. Následně získal místo asistenta a od roku 1982 odborného asistenta v oboru matematiky na Fakultě strojního inženýrství VUT. V roce 1986 získal titul kandidáta věd v oboru procesní inženýrství. Roku 1995 byl jmenován docentem a od roku 2001 je profesorem pro obor aplikovaná matematika.
Předmětem jeho vědeckovýzkumné činnosti jsou numerické metody analýzy a zpracování obrazů, počítačová grafika, vícehodnotová logika, teorie fuzzy množin a expertní systémy, analýza v komplexním oboru a ortogonální transformace a jejich aplikace.
V letech 2006–2014 působil jako člen Vědecké rady VUT, od roku 2003 je členem Vědecké rady Fakulty strojního inženýrství VUT. Na fakultě byl v letech 1990–2006 členem akademického senátu a od roku 2003 předsedá oborové radě DS Matematické inženýrství.
Mezi jeho koníčky patří fotografie, hory, astronomie, pěstování kaktusů, matematika a programování.
Je ženatý s manželkou Zuzanou, mají dvě dospělé dcery.

### Astronomie
Jako mladík se v šedesátých letech 20. století na brněnské hvězdárně seznámil se základy astronomické fotografie. Nejdříve pořizoval fotografie s využitím tam dostupné techniky, později v roce 1986 již fotografoval návrat Halleyovy komety vlastní improvizovanou paralaktickou montáží, díky které mohl začít fotografovat i mimo přesvětlené město.
V roce 1999 zorganizoval malou expedici do Maďarska k pozorování úplného zatmění Slunce 11. srpna, které spolu s dalšími účastníky fotografoval. Pořízené fotografie však nedovedly dostatečně věrně zachytit tak vysoký kontrast a po této zkušenosti začal Miloslav Druckmüller hledat matematické postupy umožňující zachytit zatmění Slunce na fotografii tak, aby výsledek působil co nejrealističtěji. Na popud své dcery Hany začal vytvářet specializovaný software ke zpracování digitálních fotografií sluneční koróny a podařilo se mu vyřešit problém vysokého kontrastu i problém přesného navazování snímků pořízených z různých stanovišť. Na rozšíření jeho práce mezi odbornou veřejností má podíl astronom Jiří Grygar. Zpracování astronomických dat se Druckmüller postupem dalších let začal intenzivně věnovat a v současnosti na používání matematických metod ke zpracování obrazů spolupracuje i s dalšími zahraničními astronomy. Spolupracuje mj. s Havajskou univerzitou a zpracovával i snímky pořízené expedicemi SAROS.
Často cestuje do oblastí, ve kterých právě probíhá zatmění Slunce, a své fotografie zveřejňuje na internetu. Několik jeho fotografií převzala NASA jako Astronomický snímek dne a v roce 2009 se jeho snímek sluneční koróny z pouště Gobi objevil na titulní straně časopisu Nature. Svou prací pomohl k objevu nových struktur ve sluneční koróně a prokázal i některé doposud jen teoretické poznatky studia slunečního magnetického pole.

## Ocenění

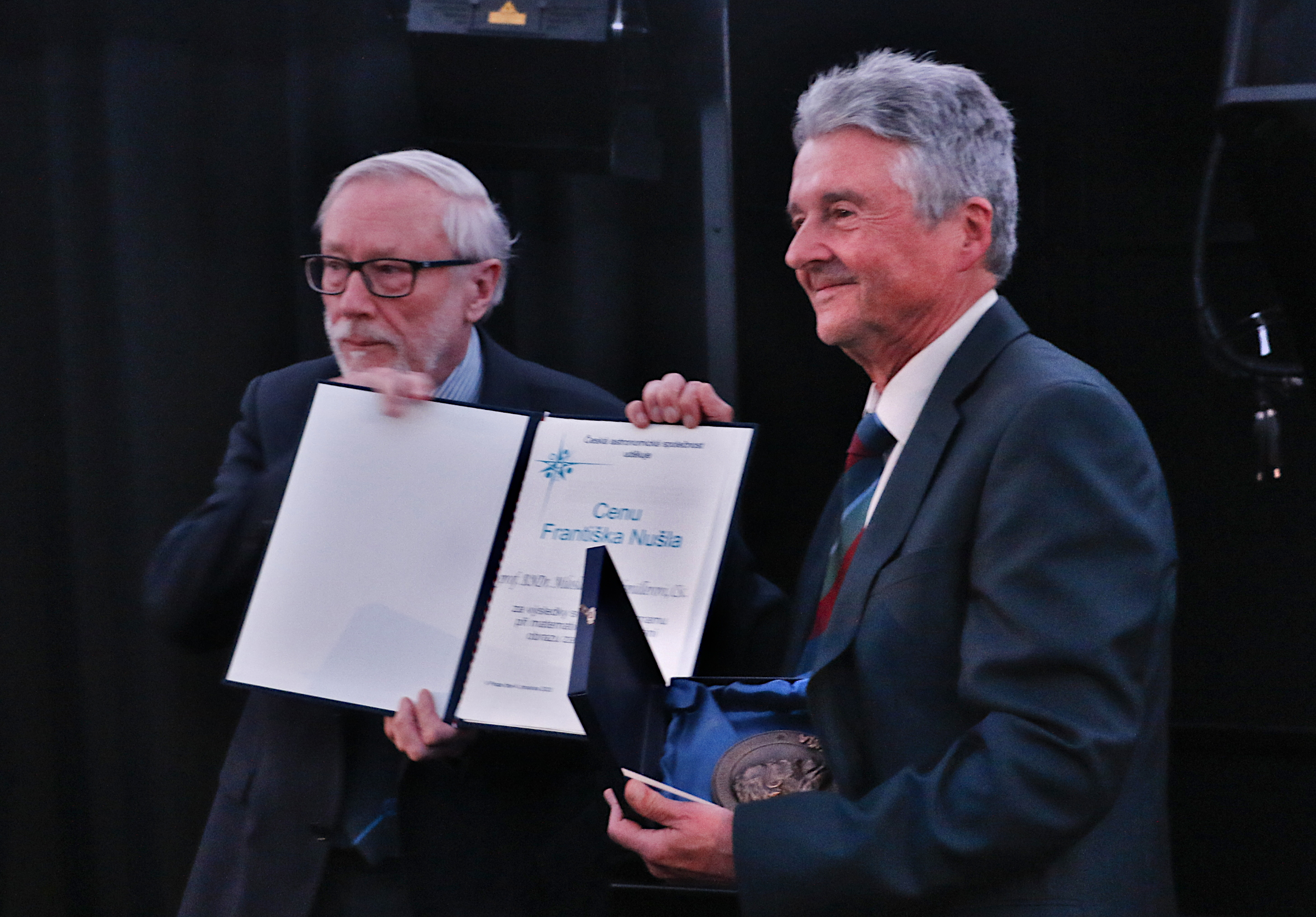
Při přebírání Nušlovy ceny v roce 2023 (vlevo předseda České astronomické společnosti Petr Heinzel)

V roce 2006 byl Miloslav Druckmüller za své snímky zatmění Slunce z tohoto roku oceněn Českou astronomickou společností jako „Astrofotograf roku 2006“.
Dne 27. listopadu 2010 mu Česká astronomická společnost v budově Akademie věd České republiky v Praze za jeho výsledky při matematickém zpracování obrazů sluneční koróny udělila ocenění „Kopalova přednáška za rok 2010“.
Dne 2. dubna 2017 byl na jejím sjezdu v Brně zvolen čestným členem České astronomické společnosti.
V roce 2023 mu bylo uděleno nejvyšší ocenění České astronomické společnosti – Cena Františka Nušla.